# VR-образный двигатель

VR-образный двигатель

VR-образный двигатель — компоновочная схема поршневого двигателя внутреннего сгорания, при которой цилиндры двигателя расположены двумя рядами под таким небольшим углом друг к другу, который позволяет иметь им одну общую головку цилиндров на весь двигатель, как в случае двигателя рядной компоновки. Какое-либо пространство между цилиндрами обеих рядов здесь отсутствует, а верхняя граница обеих рядов цилиндров лежит в одной общей плоскости. Может иметь любое число цилиндров от 3-х и выше, но практически известны только 4-, 5- и 6-цилиндровые двигатели.

Три типа двигателей: Рядный (a), V-образный (b) и VR-образный (c)

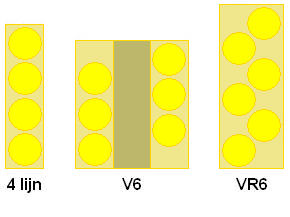

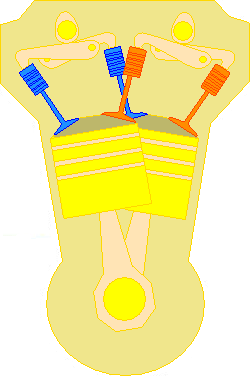

## Конфигурация двигателя VR
Рядно-смещённая компоновка, которая обозначается буквами «VR», зародилась в 1920-е годы, когда компания Lancia наладила выпуск семейства V-образных моторов с очень маленьким углом развала цилиндров (всего 10-20°). На модели Lancia Fulvia V4 подобные моторы использовали до начала семидесятых годов. Отказ от такой компоновки был вызван прежде всего технологическими проблемами: сложностью отливки блока цилиндров, неравномерностью чередования вспышек и неудобной конструкцией распределителя зажигания, разным временем накопления для разных цилиндров.
Лишь в 1991 году Volkswagen возродил рядно-смещённую схему, поскольку в то время немецкому концерну был необходим мощный шестицилиндровый мотор для поперечной установки на компактные модели Audi, Seat и Volkswagen. Традиционный V6 оказался для них излишне широким. Кстати, новые двигатели получили обозначение VR, и с тех пор это название стало официальным для рядно-смещённых агрегатов. «VR» — аббревиатура двух немецких слов, обозначающих V-образный и R-рядный, то есть «v-образно-рядный». Двигатель, разработанный компанией Volkswagen AG представляет собой симбиоз V-образного двигателя с экстремально малым углом развала 15° и рядного двигателя. Его шесть цилиндров расположены V-образно под углом 15°, в отличие от традиционных V-образных двигателей, имеющих угол 60° или 90°. На моторах объёмом 3,6 литра (третье поколение) угол развала стал ещё меньше и составил 10,5 градусов. Поршни расположены в блоке в шахматном порядке. Совокупность достоинств обоих типов двигателей привела к тому, что двигатель VR6 стал настолько компактным, что позволил накрыть оба ряда цилиндров одной общей головкой, в отличие от обычного V-образного двигателя. В результате двигатель VR6 получился существенно меньше в длину, чем рядный 6-цилиндровый, и меньше по ширине, чем обычный V-образный 6-цилиндровый. Двигатель ставился с 1991 года на автомобили Volkswagen Passat, Corrado, Golf, Vento, Jetta, Sharan, Audi TT I/II, A3 II.
Первые 12-клапанные моторы VR6 имели заводские индексы «AAA» (объём 2,8 литра, мощность 174 л. с.) и «ABV» (объём 2,9 литра, мощность 190 л. с.). Позже в линейке моторов Volkswagen появились и другие модификации, вытекающие из данной компоновки:
- VR5 — VR6, от которого «отрезали» один цилиндр;
- W8 — два мотора VR6, от которых «отрезано» по два цилиндра, в одном блоке на одном коленвале;
- W12 — два мотора VR6, установленные под углом 72° на одном коленвале;
- W16 — два мотора VR8, установленные под углом 90° на одном коленвале. Им оснащались только модели марки Bugatti, в частности, Veyron, Chiron и Divo.

Позднее, как развитие данной компоновки, появились двигатели R32 и R36, объёмом 3,2 л и 3,6 л соответственно.

## Модификации двигателей VR6, устанавливавшихся на автомобили Volkswagen
- «AAA» 2.8, 174 л. с. — Passat (06/1991-12/1996), Golf (01/1992-12/1997), Jetta (07/1993-08/1996), Vento (07/1994-12/1997), Sharan (09/1995-03/1998)
- «ABV» 2.9, 184 л. с. — Passat (10/1994-12/1996)
- «ABV» 2.9, 190 л. с. — Corrado (08/1991-07/1995), Golf (10/1994-12/1997)
- «AES» 2.8, 140 л. с. — Transporter/California (01/1996-05/2000)
- «AMY» 2.8, 174 л. с. — Sharan (04/1998-02/2000)
- «AFP» 2.8, 177 л. с. — Jetta (11/1998-06/2002)
- «AYL» 2.8, 204 л. с. — Sharan (04/2000-)
- «AUE» 2.8, 204 л. с. — Bora (05/2000-04/2001), Golf(01/00-04/01)

R32:
- «AYT» 3.2, 241 л. с. — Phaeton (05/2002-05/2005)
- «BKL» 3.2, 241 л. с. — Phaeton (08/2003-)
- «BRK» 3.2, 241 л. с. — Phaeton (05/2004-)
- «BUB» 3.2, 250 л. с. — Golf (11/2005-)
- «BML» 3.2, 244 л. с. — Golf (10/2003-05/2004)
- «BFH» 3.2, 244 л. с. — Golf (06/2002-05/2004)

R36:
- «BLV» 3.6, 280 л. с. — Passat (09/2005-)
- «BHL» 3.6, 280 л. с. — Touareg (10/2005-)
- «BHK» 3.6, 280 л. с. — Touareg (10/2005-)